# 野球しようぜ!大谷翔平ものがたり
『野球しようぜ!大谷翔平ものがたり』（やきゅうしようぜ!おおたにしょうへいものがたり）は、大谷翔平についての絵本。

## 概要
2024年3月20日に世界文化社から出版。文章はとりごえこうじが書き、絵は山田花菜が描く。
2023年8月に月刊絵本『ワンダーランド』で掲載された大谷翔平特集を土台とし、書籍出版時点までの大谷を描いている。大谷は8歳で少年野球チームに入り、それからプロ野球選手に憧れた幼少時代、日本でのプロ野球選手として、それからアメリカ合衆国メジャーリーグで投手としても打者としても活躍するまでが描かれている。
表紙の「野球しようぜ!」の文字は大谷による直筆。巻末には大谷の手形が入ったページも設けられている。
出版社側は、絵本であるが、小学校高学年から中学生でも楽しめると考えている。このタイトルになったのは、大谷が全国の小学校に贈ったグローブに「野球しようぜ!」というメッセージが添えられていたことから。
発売日の2024年3月20日は、同年に韓国で開催されたロサンゼルス・ドジャースの開幕戦にあわせて設定されていた。
大谷本人希望もあり、この書籍の売上の一部は日本赤十字社に寄付される。
3月19日に書籍の発売が報道されてから話題が沸騰して、Amazon売上ランキング総合1位、楽天ブックス本部門週間ランキング1位を獲得。4月11日の時点で3刷9万部が決定。5月13日には11万部を突破して第4刷が決定。

### 挿絵の修正について
この書籍の終盤のページには大谷がロサンゼルス・ドジャースに入団する際の記者会見のシーンが描かれている。このシーンは初版では大谷の左側にドジャース監督のデーブ・ロバーツが立ち、右側には通訳の水原一平が立っていたが、水原が不祥事によって初版発売日と同日の3月20日に解雇されたことにより、4月中旬に出荷する3刷より水原が消されている。このことについては、出版社は大谷とも協議をした結果修正することにしていた。水原の位置には背景のドジャースのロゴが広がっている。
水原が描かれていた版は高値で転売されるようになっている。